# Prodidomus kimberley
Prodidomus kimberley là một loài nhện trong họ Gnaphosidae.
Loài này thuộc chi Prodidomus. Prodidomus kimberley được Norman I. Platnick & Barbara Baehr miêu tả năm 2006.